# 四季美台
四季美台（しきみだい）は、神奈川県横浜市旭区の地名。「丁目」の設定のない単独町名である。住居表示未実施区域。

## 地理
旭区の中央部に位置し、東に鶴ケ峰、西に中沢、南に本村町、南東に本宿町、北に今川町と接している。

### 地価
住宅地の地価は、2025年（令和7年）1月1日の公示地価によれば、四季美台84番157の地点で19万2000円/m²となっている。

## 歴史

### 沿革
- 1961年（昭和36年）11月1日 - 二俣川町、小高町の各一部から四季美台を新設し、横浜市保土ケ谷区四季美台となる[6]。
- 1969年（昭和44年）10月1日 - 保土ケ谷区を再編し、旭区を新設。横浜市旭区四季美台となる[7]。
- 1996年（平成8年）10月21日 - 住居表示の実施（旭区二俣川ニュータウン第一次地区）[8]に伴い、中沢町の一部を四季美台に編入し、四季美台の一部を中沢一丁目へ編入する[9]。

### 町名の変遷
| 実施後   | 実施年月日                | 実施前（各町名ともその一部） |
| -------- | ------------------------- | ---------------------------- |
| 四季美台 | 1961年（昭和36年）11月1日 | 二俣川町、小高町の各一部     |

## 世帯数と人口
2025年（令和7年）6月30日現在（横浜市発表）の世帯数と人口は以下の通りである。
| 町丁     | 世帯数    | 人口    |
| -------- | --------- | ------- |
| 四季美台 | 2,035世帯 | 4,382人 |

### 人口の変遷
国勢調査による人口の推移。
| 年                 | 人口  |
| ------------------ | ----- |
| 1995年（平成7年）  | 4,519 |
| 2000年（平成12年） | 4,421 |
| 2005年（平成17年） | 4,472 |
| 2010年（平成22年） | 4,362 |
| 2015年（平成27年） | 4,234 |
| 2020年（令和2年）  | 4,333 |

### 世帯数の変遷
国勢調査による世帯数の推移。
| 年                 | 世帯数 |
| ------------------ | ------ |
| 1995年（平成7年）  | 1,590  |
| 2000年（平成12年） | 1,641  |
| 2005年（平成17年） | 1,724  |
| 2010年（平成22年） | 1,747  |
| 2015年（平成27年） | 1,764  |
| 2020年（令和2年）  | 1,856  |

## 学区
市立小・中学校に通う場合、学区は以下の通りとなる（2024年11月時点）。
| 番・番地等                           | 小学校               | 中学校                 |
| ------------------------------------ | -------------------- | ---------------------- |
| 1番地〜81番地の79 81番地の82〜83番地 | 横浜市立本宿小学校   | 横浜市立本宿中学校     |
| 81番地の80〜81 84〜113番地           | 横浜市立二俣川小学校 | 横浜市立万騎が原中学校 |

## 事業所
2021年（令和3年）現在の経済センサス調査による事業所数と従業員数は以下の通りである。
| 町丁     | 事業所数 | 従業員数 |
| -------- | -------- | -------- |
| 四季美台 | 57事業所 | 572人    |

### 事業者数の変遷
経済センサスによる事業所数の推移。
| 年                 | 事業者数 |
| ------------------ | -------- |
| 2016年（平成28年） | 62       |
| 2021年（令和3年）  | 57       |

### 従業員数の変遷
経済センサスによる従業員数の推移。
| 年                 | 従業員数 |
| ------------------ | -------- |
| 2016年（平成28年） | 606      |
| 2021年（令和3年）  | 572      |

## 交通

### 道路
- 神奈川県道40号横浜厚木線

## その他

### 日本郵便
- 郵便番号 : 241-0025[3]（集配局：横浜旭郵便局[19]）

### 警察
町内の警察の管轄区域は以下の通りである。
| 番・番地等 | 警察署   | 交番・駐在所 |
| ---------- | -------- | ------------ |
| 全域       | 旭警察署 | 鶴ケ峰交番   |

## 参考資料
- “横浜市町区域要覧” (PDF).   横浜市市民局 (2016年6月). 2023年6月6日閲覧。 “横浜市町区域要覧”